# Chiang Peng-lung
Chiang Peng-lung (澎龍 蔣 - Taipei, 24 juli 1976) is een Taiwanees professioneel tafeltennisser. Hij won brons in het enkelspelspeltoernooi van de wereldkampioenschappen 2001 en samen met Chang Yen-shu nog twee medailles van die kleur in het dubbelspel op de WK's van 2001 en 2007. De Taiwanees stond in 2001 zes maanden op de vierde positie van de ITTF-wereldranglijst.

## Sportieve loopbaan
Peng-lung maakte zijn debuut op het internationale (senioren)circuit op de wereldkampioenschappen van 1993 in Göteborg. Vanaf dat moment was het zes jaar wachten op zijn eerste continentale toernooizege. In 1999 miste hij nog op een haar na de titel op de enige gehouden editie van de Azië Top-12, omdat Kong Linghui hem in de finale het goud door zijn neus boorde.
Op het Aziatisch kampioenschap 2000 won de Taiwanees vervolgens wel én het enkel- én het dubbelspel. Daarvoor rekende hij in de individuele finale af met de Zuid-Koreaan Kim Taek-soo. Peng-lung won daarnaast met zijn inmiddels vaste dubbelpartner Yen-shu de eindstrijd in het dubbelspel door daarin af te rekenen met Cheung Yuk en Leung Chu Yan uit Hongkong.
Hoewel de Aziatische kampioenschappen van 2000 Peng-lung zijn eerste Aziatische toernooizeges brachten, schreef hij in 1999 al wel de eerste titels op de ITTF Pro Tour op zijn naam. Met Yen-shu won zowel het dubbelspel van het Qatar Open als van het Duitsland Open, terwijl hij op het Tsjechië Open zijn eerste toernooizege in het enkelspel greep. De Taiwanees plaatste zich in 1999 (enkelspel), 2000, 2001 (beide enkel- en dubbelspel) en 2003 (enkelspel) voor de ITTF Pro Tour Grand Finals. Daarbij strandde hij de eerste drie keer telkens in de halve finale, waarbij hij in 2000 eveneens de halve eindstrijd in het dubbelspel behaalde.
In 1996, 2000, 2004 en 2008 nam hij deel aan de Olympische Zomerspelen in zowel het enkelspel als dubbelspel bij de mannen.

## Erelijst
Belangrijkste resultaten:
- Brons enkelspel wereldkampioenschappen 2001
- Brons dubbelspel wereldkampioenschappen 2001 en 2007 (beide met Chang Yen-shu)
- Vierde plaats World Cup 2001
- Kwartfinale dubbelspel Olympische Zomerspelen 2000 (met Chang Yen-shu)
- Winnaar enkelspel Aziatisch kampioenschap 2000
- Winnaar dubbelspel Aziatisch kampioenschap 2000 (met Chang Yen-shu)
- Verliezend finalist Azië Top-12 in 1999
- Verliezend finalist gemengd dubbelspel Aziatische Spelen 1994 (met Xu Jing)
- Brons Azië Cup 2006

ITTF Pro Tour:
Enkelspel:
- Winnaar Tsjechië Open 1999
- Winnaar Frankrijk Open 2000
- Winnaar Japan Open 2001

Dubbelspel:
- Winnaar Qatar Open 1999 en 2001 (beide met Chang Yen-shu)
- Winnaar Duitsland Open 1999 (met Chang Yen-shu)
- Winnaar Kroatië Open 2000 (met Chang Yen-shu)
- Winnaar Frankrijk Open 2000 (met Chang Yen-shu)
- Winnaar Amerika Open 2001 (met Chang Yen-shu)
- Winnaar Slovenië Open 2008 (met Chang Yen-shu)